# Territori della National Wrestling Alliance

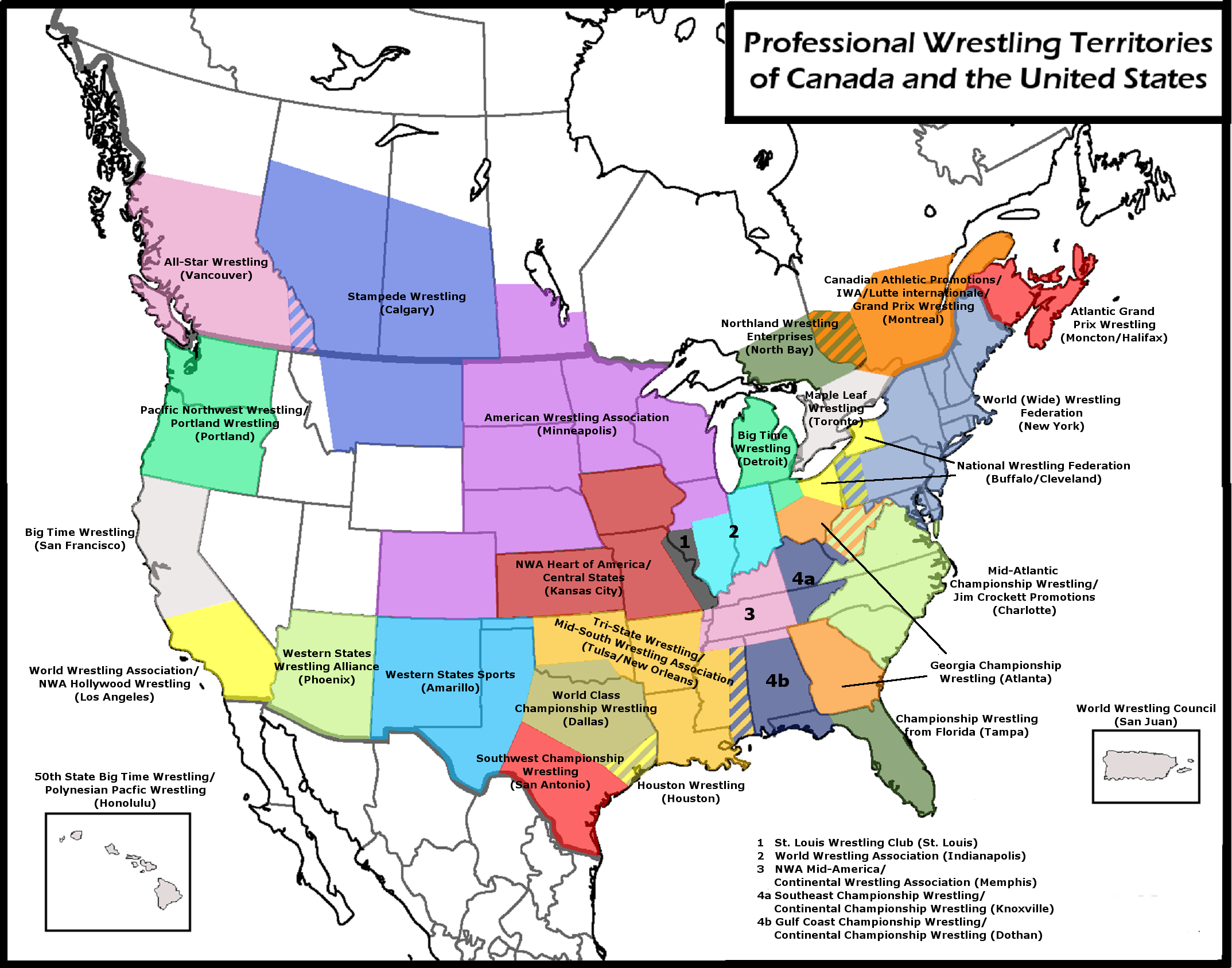
Il vecchio sistema dei territori NWA in Nord America

I territori della National Wrestling Alliance sono un insieme di federazioni a cui viene concesso in licenza l'utilizzo del marchio NWA per l'utilizzo dei titoli e la promozione di spettacoli televisivi.
Questi territori sono composti da piccole o medie federazioni indipendenti che vengono collegate tra loro grazie all'affiliazione presso la NWA e, tramite questo sistema, possono promuovere attraverso l'intero circuito territoriale sia i propri lottatori che i campionati.
C'è una significativa differenza tra territori e federazioni indipendenti e mentre i territori funzionano solo come affiliati alla NWA e da essa dipendono, le promozioni indipendenti funzionano da sole oppure collaborano con NWA e riconoscono le altre promozioni esistenti a volte ospitando gli eventi ed anche permettendone l'utilizzo dei titoli come ad esempio fanno Ring of Honor (ROH) e New Japan Pro-Wrestling (NJPW) e ciò dimostra che negli ultimi decenni le promozioni indipendenti sono diventate più popolari dei territori stessi.

## Storia
In passato e grazie a questa affiliazione, la NWA poteva agire come organo di governo in grado di gestire gli scambi dei talenti del settore (o di riconoscere un solo campione mondiale) e proteggendo sia la propria integrità essenziale che quella del suo circuito territoriale. Inoltre, e promuovendo a sua volta i propri campionati attraverso le varie federazioni ad essa affiliate riuscì divenire, verso la metà degli anni settanta (e per circa un decennio), la più potente e prestigiosa federazione di wrestling mondiale.
Nel decennio seguente però questo sistema subì una fase di declino in quanto sia la secessione della World Championship Wrestling (WCW) che l'espansione della concorrente World Wrestling Federation (successivamente diventata WWE), ma anche il precedente abbandono delle due federazioni giapponesi (New Japan Pro-Wrestling e All Japan Pro Wrestling), determinò il superamento di questo sistema e portò alla fuoriuscita dal circuito (od anche al fallimento) di numerosi territori a suo tempo affiliati.
Solo nel secondo decennio del duemila infine, e dopo l'intervento di Bruce Tharpe (presidente della NWA dal 2012) è avvenuta una svolta che ha portato a mutare il sistema dei territori gestiti come organismo condizionato da un'unica organizzazione verso un insieme di federazioni a cui viene concesso in licenza il marchio NWA.

## Territori successivi (2012-)
| Nome attuale della federazione            | Promotore                                 | Anno di fondazione | Territorio                      | Nome precedente all'affiliazione                                                                                      |
| ----------------------------------------- | ----------------------------------------- | ------------------ | ------------------------------- | --- |
| NWA Vendetta Pro Wrestling                | Billy Blade Joseph Duncan                 | 2009               | California                      | |
| NWA New Revolution Wrestling              | Matt Yaden                                | 2010               | Denver, Colorado                | |
| NWA Combat Sport                          | Travis Edgeworth/Lucha Locura             | 2015               | Pensacola, Florida              | |
| NWA Florida Wrestling Alliance            |                                           | 2011               | Saint Petersburg, Florida       | |
| NWA Atlanta                               | Jackie Marler                             | 2011               | Atlanta, Georgia                | NWA Action Mid-Georgia Championship Wrestling                                                                         |
| Diamond Stars Wrestling                   |                                           | 2016               | Tokyo, Giappone                 | |
| NWA Central States Championship Wrestling | Charles Wilcox                            | 2013               | East St. Louis, Illinois        | Power Slam Entertainment                                                                                              |
| NWA Supreme                               | Jeremy Bevins                             |                    | Indiana Sud                     | South Central Wrestling, Infinity Pro Wrestling, Supreme Championship Wrestling, American Wrestling All-Stars Supreme |
| NWA Bayou Independent Wrestling           | Josh Newell                               | 2007               | Louisiana, Mississippi          | |
| NWA Mid-Atlantic Championship Wrestling   | Vinnie Vain                               | 2012               | Carolina del Nord               | NWA Warzone Wrestling NWA Southern Pro Wrestling NWA E.D.G.E NWA R.A.G.E                                              |
| NWA Big Apple                             | Andrew Anderson / Ebenezer Baldwin Bowles | 2016               | New York / New Jersey           | |
| NWA Mid West                              | James J. Martin                           |                    | Marion, Ohio                    | |
| NWA Texoma                                |                                           | 2011               | Ardmore, Oklahoma               | |
| NWA Blue Collar Wrestling                 |                                           | 2015               | Oregon                          | |
| NWA Mid South Pro Wrestling               | Darrell Freeman                           | 2014               | Carolina del Sud                | Old School Wrestling Aliance                                                                                          |
| NWA Next Level Wrestling                  | Devin Driscoll                            | 2013               | Knoxville, Tennessee            | |
| NWA Smoky Mountain Wrestling              | Tony Givens                               | 2004               | Kingsport, Tennessee            | Championship Wrestling Alliance NWA Blue Ridge Southern States Wrestling                                              |
| NWA Southern All-Star Wrestling           | Tim Thomason                              | 2007               | Millersville, Tennessee         | Showtime All-Star Wrestling                                                                                           |
| NWA Old School Wrestling                  | Fred Urban III                            | 2013               | Odessa, Texas                   | |
| NWA Texas Stampede Wrestling              | James Beard                               | 2013               | Balch Springs, Texas            | |
| NWA Top of Texas                          | Jack Kelso                                | 2011               | Amarillo, Texas                 | Pro Wrestling Federation NWA Amarillo                                                                                 |
| NWA World Class                           | Carmine DeSpirito                         | 2009               | Rio Grande Valley, Texas        | |
| NWA Wrestling Revolution                  | James Dante                               | 2007               | McAllen, Texas                  | |
| NWA Wrecking Ball Wrestling               | Tony Martin                               | 2007               | Wichita, Kansas e Frisco, Texas | |
| NWA Branded Outlaw Wrestling              | David Schulze, Jr                         | 2012               | San Antonio, Texas              | |
| NWA Appalachia                            | Tyson Smith                               | 2014               | Virginia Occidentale            | |
| NWA Insanity                              |                                           | 2009               | Milwaukee, Wisconsin            | Insane Championship Wrestling                                                                                         |

## Federazioni fuoriuscite o chiuse

### Dal 1993 al 2012
Le federazioni qui elencate entrarono a far parte dei territori della NWA dopo la riorganozzazione del 1993 ed in essa sono restati fino alla fuoriuscita o la cessazione delle loro attività.
| Federazione                                                      | Promotore                                                                  | Periodo di affiliazione | Territorio                                                                                  | Affiliazione od associazione |
| ---------------------------------------------------------------- | -------------------------------------------------------------------------- | ----------------------- | ------------------------------------------------------------------------------------------- | --- |
| NWA 2000                                                         | Steve Corino Marc Coralluzzo                                               | 1997–2001               | Carolina del Nord New Jersey                                                                | |
| NWA Absolute Entertainment                                       | James Allred Gary "The Freak" Neeley                                       | 2009                    | Michigan Settentrionale                                                                     | NWA East |
| NWA Addicted NWA Green Mountain                                  | Chad Merchant Chad Peters                                                  | 2004 2006 2007          | Vermont                                                                                     | NWA New England |
| All-Star Championship Wrestling                                  | Jason Jerry                                                                | 2002–2012               | Wisconsin                                                                                   | NWA Midwest NWA Wisconsin |
| NWA All-Star Wrestling                                           | Stan Lee                                                                   | 2006–2012               | Virginia                                                                                    | NWA Virginia NWA Fusion |
| Allied Powers Wrestling Federation                               | Bubba Brewer                                                               | 2008                    | Pennsylvania                                                                                | NWA East |
| Alternative Pro Wrestling                                        |                                                                            | 2008–2012               | Royston, Georgia                                                                            | NWA Georgia |
| Alternative Wrestling Show                                       | Bart Kapitzke                                                              | 2005–2012               | California                                                                                  | NWA Pro |
| NWA Anarchy                                                      | Jerry Palmer Franklin Dove                                                 | 2005                    | Georgia                                                                                     | NWA Georgia |
| NWA Ark-La-Tx                                                    | Phillip Sullivan                                                           | 2012–2014               | Long View, Texas                                                                            | |
| NWA Australian Wrestling Alliance                                |                                                                            | 2011                    | Brisbane, Queensland, Australia                                                             | |
| NWA Battle Zone                                                  | Denny McLain                                                               | 2002–2012               | Mississippi                                                                                 | NWA New South |
| NWA Bluegrass                                                    | Kenny McCoy                                                                | 2002                    | Kentucky                                                                                    | |
| NWA Blue Ridge                                                   | James Gillenwater                                                          | 2004–2005               | Virginia                                                                                    | NWA Virginia |
| NWA Bodyslam                                                     | Rudy Boy Gonzales                                                          | 2011–2012               | Texas                                                                                       | NWA Houston |
| NWA Brew City Wrestling                                          | Frankie DeFalco                                                            | 2009–2011               | Wisconsin                                                                                   | NWA Midwest NWA Wisconsin |
| NWA California                                                   | Zack Reeb                                                                  | 2004–2006               | California Centrale                                                                         | |
| Canadian Wrestling Federation                                    | Ernie Todd                                                                 | 1998–2005               | Manitoba                                                                                    | |
| NWA Capital                                                      | Frank Chiofalo                                                             | 2009–2012               | Albany area di New York                                                                     | NWA New Jersey/New York NWA New York/ NWA Upstate NWA Empire |
| NWA Carolinas                                                    | Eldon Speer                                                                | 2007–2010               | Carolina del Nord                                                                           | NWA Mid-Atlantic |
| Central States Wrestling                                         | Joseph McDonald                                                            | 2001–2008               | Kansas Missouri                                                                             | NWA Midwest |
| Championship Pro Wrestling                                       | Sam Simms Kevin Brandt                                                     | 2006–2007               | Oregon                                                                                      | NWA ECCW |
| Championship Wrestling From Hollywood                            | David Marquez                                                              | 2010–2013               | California                                                                                  | |
| Championship Wrestling from Florida                              | Kevin Rhodes                                                               | 2003–2012               | Florida Settentrionale                                                                      | NWA South Atlantic NWA Heat Wave |
| Championship Wrestling Incorporated                              |                                                                            | 2008                    | Virginia Occidentale                                                                        | NWA East |
| NWA Charlotte                                                    | J. D. Costello                                                             | 2009                    | Carolina del Nord                                                                           | |
| NWA Chattanooga                                                  |                                                                            | 2010–2012               | Tennessee                                                                                   | |
| NWA Cold Front                                                   | Ellen Magliaro                                                             |                         | New England                                                                                 | NWA New England NWA Green Mountain |
| NWA Coastal                                                      | Phil Varlese                                                               | 2011–2012               | New Jersey                                                                                  | |
| Dakota Pro Wrestling                                             | Brian Walther                                                              | 2010–2012               | Dakota del Nord Dakota del Sud                                                              | NWA Pro |
| NWA DAWG                                                         | Lawrence Zirconium                                                         | 2010–2013               | New Jersey                                                                                  | |
| Deep Southern Championship Wrestling                             |                                                                            | 2011–2012               | Georgia                                                                                     | |
| Dynamo Pro Wrestling                                             | Jim Yount                                                                  | 2008–2012               | Kansas Missouri                                                                             | NWA Midwest |
| Elite Canadian Championship Wrestling                            | ECCW Entertainment Co. Ltd.                                                | 1996                    | Columbia Britannica Canada                                                                  | NWA Oregon/ CPW NWA Washington |
| NWA Empire                                                       | Jill Rosario (2004–2008) Dave Ann (2008)                                   | 2004–2008               | New York                                                                                    | NWA Upstate |
| Empire Wrestling Federation                                      | Jesse Hernandez                                                            | 2006–2012               | California                                                                                  | NWA Pro |
| Explosive Pro Wrestling Explosive Pro Wrestling Adelaide         |                                                                            | 2006–2012 2008–2011     | Perth, Australia Adelaide, Australia                                                        | NWA Pro Wrestling |
| NWA Florida                                                      | Howard Brody (through 2002) Joe Price Ron Niemi                            | 1994–2005               | Florida Meridionale                                                                         | |
| NWA Force One Pro Wrestling                                      | Johnny Calzone                                                             | 2009–2012               | New Jersey                                                                                  | NWA New Jersey/New York NWA DAWG NWA Coastal |
| NWA Full Throttle Action                                         | Will Peden                                                                 | 2011–2012               | Oklahoma                                                                                    | |
| NWA Fusion                                                       | Rick O'Brien Larry Horsley                                                 | 2000–2013               | Virginia                                                                                    | NWA Virginia NWA All-Star Wrestling Mountain Empire Championship Wrestling |
| Fusion Pro Wrestling                                             | Victoria Star Billy Roberts Jeff Michaels                                  | 2008–2009               | Colorado                                                                                    | NWA Pro Wrestling |
| NWA Georgia                                                      | Bill Behrens                                                               | 1998–2005               | Alabama Georgia Tennessee                                                                   | NWA Anarchy NWA Blue Ridge NWA Rocky Top North American Wrestling Association Pro Wrestling Evolution Ultimate NWA |
| NWA Germany                                                      | Franz Schumann                                                             | 1999–2002               | Germania Austria                                                                            | |
| NWA Great Championship Wrestling                                 | Jerry Oates                                                                | 2004–2007               | Georgia                                                                                     | NWA Georgia |
| NWA Great Lakes Wrestling                                        | Anthony Watson, Nate Mattson, Brian Dunn, Great Lakes Broadcasting Group   | 2009                    | Michigan                                                                                    | NWA East |
| Gulf Coast Wrestling Alliance                                    | Ben Galvan                                                                 | 2008–2009               | Texas                                                                                       | NWA Southwest |
| NWA Hawaii/IXWF                                                  | Parrish Ho Joseph Tramontano                                               | 1999–2007               | Hawaii                                                                                      | |
| High Risk Wrestling                                              | Matt Jackson                                                               | 2007                    | California                                                                                  | NWA Pro |
| ICWA - NWA France                                                | Daniel Jalbert                                                             | 2002                    | Francia                                                                                     | NWA France |
| Frontier Championship Wrestling                                  | Richard Bonjour                                                            | 2010–2011               | Illinois                                                                                    | NWA Midwest |
| Impact Zone Wrestling                                            | Steve Greyeyes Islas                                                       | 2008–2010               | Arizona                                                                                     | NWA Pro |
| NWA Indiana                                                      | Shawn Cook Guy Lombardo Marc Houston                                       | 2005–2010               | Indiana                                                                                     | NWA Midwest |
| Inoki Genome Federation                                          | Antonio Inoki                                                              | 2007                    | Giappone                                                                                    | |
| Insane Championship Wrestling                                    |                                                                            |                         | Wisconsin                                                                                   | NWA Midwest NWA Wisconsin |
| NWA Intermountain Wrestling Revolution                           | Brad Lisenby                                                               | 2012–2013               | Salt Lake City, Utah                                                                        | |
| International Independent Wrestling Impact Independent Wrestling | Tim Boutin                                                                 | 2000–2003               | Rhode Island                                                                                | NWA New England |
| International Wrestling Association                              | Victor Quiñones Juan Rivera                                                | 1994–2001 2007–2009     | Porto Rico                                                                                  | |
| IWA Mid-South                                                    | Ian Rotten                                                                 |                         | Illinois                                                                                    | NWA Midwest |
| IWA Japan                                                        | Victor Quiñonez                                                            | 1995–1996               | Giappone                                                                                    | |
| NWA Ireland                                                      | Paul Tracey                                                                | 2004–2008               | Irlanda                                                                                     | NWA UK Hammerlock |
| NWA Corea                                                        | Lee Whang Pyo                                                              | 2006–                   | Corea del Sud                                                                               | |
| NWA Liberty States                                               | Ricky Otazu                                                                | 2012–2013               | New Jersey                                                                                  | |
| NWA Lone Star                                                    | Tony Brooklyn                                                              | 2011–2012               | Texas                                                                                       | |
| NWA Lucha Chicago                                                |                                                                            | 2010                    | Illinois                                                                                    | NWA Midwest |
| Mach One Wrestling                                               | John Ian                                                                   | 2008–2012               | California                                                                                  | NWA Pro Wrestling |
| NWA Main Event                                                   | Mike Porter                                                                | 1997                    | Tennessee                                                                                   | NWA Top Rope |
| Metro Pro Wrestling                                              | Chris Gough                                                                | 2010–2012               | Kansas                                                                                      | NWA Midwest |
| NWA Mexico                                                       | Blue Demon, Jr. Daniel Acevas                                              | 2008–2008 2008–2013     | Messico                                                                                     | NWA Pro Wrestling |
| NWA Michigan NWA Great Lakes                                     | Gene Austin                                                                | 1998–2002               | Michigan                                                                                    | |
| Mid-American Wrestling                                           | Carmine DeSpirito                                                          | 2004–2007               | Wisconsin                                                                                   | NWA Midwest NWA Wisconsin |
| Mid-Atlantic Championship Wrestling                              | Ricky Nelson                                                               | 1998                    | Carolina del Nord Carolina del Sud                                                          | NWA Carolinas NWA WarZone/NWA E.D.G.E. |
| NWA Mid-South                                                    | Alvin Minnick                                                              | 1999–2009               | Tennessee Arkansas                                                                          | NWA Main Event |
| NWA Midwest                                                      | Rico Mann Ed Chuman                                                        | 1998                    | Illinois Indiana Iowa Kansas Missouri Wisconsin Florida New Hampshire Massachusetts         | NWA MidWest Brew City NWA MidWest Supreme NWA MidWest Xtreme Limits NWA MidWest Dynamo Pro NWA MidWest Wisconsin NWA MidWest Kansas - Metro Pro NWA Florida - Pro Wrestling Fusion NWA MidWest Underground NWA Liberty States New Hampshire NWA Liberty States Massachusetts Mid-American Wrestling Insane Championship Wrestling NWA Supreme League of Wrestling Frontier Championship Wrestling NWA Platinum NWA Lucha Chicago Pro Wrestling Next NWA Optimum Rebellious Wrestling Federation IWA Mid-South |
| Mr. Chainsaw Pro Wrestling                                       | Hardcore Harry                                                             | 2008                    | Kalkaska, Michigan                                                                          | NWA East |
| Mountain Empire Championship Wrestling                           |                                                                            |                         | Virginia                                                                                    | NWA Virginia |
| NWA Music City Wrestling NWA Worldwide                           | Bert Prentice                                                              | 1997–1999 1999-Oct 2000 | Tennessee                                                                                   | |
| NEO Japan                                                        | Kyoko Inoue Tetsuya Koda                                                   | 1998–2010               | Giappone                                                                                    | |
| NWA New Beginnings                                               | Greg Price                                                                 | 2009–2010               | Charlotte, Carolina del Nord                                                                | |
| New England Championship Wrestling                               | Sheldon Goldberg                                                           | 2000                    | Massachusetts                                                                               | |
| NWA New South                                                    | Bob Serio                                                                  | 2003–2008               | Mississippi                                                                                 | NWA Battlezone |
| NWA New York                                                     | Carlina O'Brien Richard O'Brien                                            | 1998–2000               | New York                                                                                    | |
| NWA No Limits Wrestling                                          | Doug Ritter Scott Ritter                                                   | 2003–2009               | Muscatine, Iowa                                                                             | |
| NWA Northeast                                                    | Michael O'Brien                                                            | 1998–2000               | New York Connecticut                                                                        | |
| North American Wrestling Association                             |                                                                            |                         | Georgia                                                                                     | NWA Georgia |
| NWA North Jersey                                                 | El Bandido                                                                 | 2004–2005               | Northern New Jersey                                                                         | NWA New Jersey/New York NWA Shockwave NWA NY |
| NWA Northern Championship Wrestling                              |                                                                            | 2009                    | Lansing, Michigan                                                                           | |
| NWA Ohio Valley                                                  | Daniel Briley                                                              | 1997–2001               | Indiana Kentucky                                                                            | |
| NWA On Fire                                                      | Mario Savoldi Tommy Savoldi                                                | 2008                    | New Jersey Maine Connecticut                                                                | NWA Pro East |
| NWA Optimum                                                      | Jon Kmetz                                                                  | 2009–2010               | Illinois                                                                                    | NWA Midwest |
| Paradise Pro Wrestling Lucha Americana International             |                                                                            | 2009                    | Texas                                                                                       | NWA Southwest |
| Pennsylvania Wrestling Alliance                                  | Robert Fischer Torrence Tate John Wickizer                                 | 1998–2000               | Pennsylvania                                                                                | |
| NWA Platinum                                                     |                                                                            | 2009–2010               | Indiana                                                                                     | NWA Midwest |
| NWA Premier                                                      | Chance Prophet                                                             | 2011–2013               | Virginia Occidentale                                                                        | |
| NWA ProSouth Wrestling                                           | Terry Batey                                                                | 2011                    | Alabama                                                                                     | |
| NWA Pro Wrestling                                                | David Marquez                                                              | 2005                    | California Colorado Arizona Utah Australia                                                  | Alternative Wrestling Show Empire Wrestling Federation NWA Pro Explosive Professional Wrestling Adelaide Fusion Pro Wrestling High Risk Wrestling Impact Zone Wrestling NWA Pro Wrestling East NWA Ultra Championship Wrestling-Zero Rising Phoenix Wrestling Pro Wrestling Revolution SoCal Pro Wrestling NWA Mexico Dakota Pro Wrestling Mach One Wrestling |
| Pro Wrestling Evolution                                          |                                                                            |                         | Georgia                                                                                     | NWA Georgia |
| Pro Wrestling Fusion                                             | Joseph Cabibbo                                                             | 2009–2011               | Florida                                                                                     | NWA Midwest |
| NWA Pro Wrestling Krush                                          | Rasche Brown                                                               | 2010                    | Milwaukee, Wisconsin                                                                        | |
| Pro Wrestling Next                                               |                                                                            | 2009                    | Iowa                                                                                        | NWA Midwest |
| Pro Wrestling Revolution                                         | Gabriel Ramirez                                                            | 2008–2012               | California Settentrionale                                                                   | NWA Pro |
| NWA Pro Wrestling Xpress                                         | Jim Miller                                                                 | 1995                    | Pennsylvania, Michigan                                                                      | NWA Absolute Entertainment Hybrid Pro Wrestling Mr. Chainsaw Pro Wrestling Victory Independent Pro Wrestling Allied Powers Wrestling Federation Championship Wrestling Federation Heroes of Wrestling Undisputed Championship Wrestling Susquehanna Wrestling Organization Victory Independent Pro Wrestling |
| NWA Quebec Pro Wrestling                                         | Rodney Kellman                                                             | 2004–2010               | Québec, Canada                                                                              | Portneuf Wrestling Association |
| Rebellious Wrestling Federation                                  | Sean David                                                                 | 2009–2010               | Illinois                                                                                    | NWA Midwest |
| NWA Ring Warriors                                                | Howard Brody                                                               | 2011                    | Florida                                                                                     | |
| Rising Phoenix Wrestling                                         | Earnest Guill                                                              | 2007                    | Arizona                                                                                     | NWA Pro |
| NWA Rocky Mountain                                               | Mike Esposito                                                              | 2002–2003               | Utah                                                                                        | |
| NWA Rocky Top                                                    | James Strange                                                              | 2005                    | Tennessee                                                                                   | NWA Georgia |
| Scottish Wrestling Alliance                                      | Pete Murphy                                                                | 2004–2008               | Scozia                                                                                      | NWA UK Hammerlock |
| NWA Cyberspace NWA Shockwave                                     | Billy & Daisy Firehawk Derek Gordon                                        | 2005–2006 2006–2007     | New Jersey                                                                                  | NWA New Jersey/New York NWA North Jersey NWA Upstate |
| Smoky Mountain Wrestling                                         | Jim Cornette Sandy Scott                                                   | 1994–1995               | Tennessee Kentucky Virginia Virginia Occidentale Carolina del Nord Carolina del Sud Georgia | |
| SoCal Pro Wrestling                                              | Jeff Dino                                                                  | 2008–2012               | Oceanside, California                                                                       | NWA Pro Wrestling |
| NWA South Atlantic                                               | Steve Michaels D.J. Jeff                                                   | 2003–2009               | Orlando, Florida                                                                            | NWA Championship Wrestling from Florida |
| NWA Southwest                                                    | Ken Taylor                                                                 | 1998–2011               | Texas                                                                                       | NWA Houston NWA Top of Texas NWA Oklahoma/NWA Universal Total Championship Wrestling Gulf Coast Wrestling Alliance Rio Grande Valley Wrestling Lucha Americana International Paradise Pro Wrestling |
| Sunray Pro Wrestling                                             | Mike Tyler                                                                 | 2003–2004               | Florida                                                                                     | NWA Florida |
| NWA Supreme                                                      | David Cavazos                                                              | 2009–2011               | Illinois                                                                                    | NWA Midwest |
| NWA Top Rope                                                     | Mike Sircy                                                                 | 2005–2013               | Tennessee                                                                                   | |
| NWA Total Nonstop Action Wrestling                               | Jeff Jarrett Jerry Jarrett                                                 | 2002–2007               | Tennessee Florida                                                                           | |
| Total Championship Wrestling                                     | John Peterson                                                              |                         | Austin, Texas                                                                               | NWA Southwest |
| Total Wrestling Explosion                                        |                                                                            | 2011–2012               | Mississippi                                                                                 | NWA Battlezone |
| Ultimate NWA                                                     | Will Owens                                                                 | 2003                    | Alabama                                                                                     | NWA Georgia |
| NWA Ultra Championship Wrestling-Zero                            | Steve Neilson                                                              | 2003                    | Utah                                                                                        | NWA Pro Wrestling |
| NWA Underground                                                  | Merle Ramsey Eric King                                                     | 2007–2011               | Indiana                                                                                     | NWA Midwest NWA East |
| Undisputed Championship Wrestling                                |                                                                            | 2008                    | Pennsylvania                                                                                | NWA East |
| NWA UK Hammerlock                                                | Dean Champion                                                              | 1993–2013               | Gran Bretagna Irlanda                                                                       | |
| NWA Universal                                                    | Christopher Fox                                                            | 2003                    | Oklahoma                                                                                    | NWA Southwest |
| NWA Unleashed                                                    |                                                                            | 2009                    | Fond du Lac, Wisconsin                                                                      | |
| Upstate Pro Wrestling                                            | Jill Rosario (2004–2008) Dave Ann (2008) Chip Stetson (2008–present)       | 2004–2013               | New York                                                                                    | NWA Upstate NWA Empire NWA Capital |
| NWA Velocity                                                     | Austin Rhodes                                                              | 2012                    | Austin, Texas                                                                               | |
| Victory Independent Pro Wrestling                                |                                                                            | 2009–2011               | Michigan                                                                                    | NWA East |
| NWA Wales                                                        |                                                                            | 2006–2007               |                                                                                             | NWA UK Hammerlock |
| NWA WarZone                                                      | Ben Gilbert                                                                | 2012                    | Victoria                                                                                    | |
| NWA Washington                                                   |                                                                            | 2007–2008               | Washington                                                                                  | NWA ECCW |
| West Coast Wrestling Connection                                  | Jeff Manning/Pat Kelly                                                     | 2005                    | Oregon                                                                                      | NWA Pro Wrestling |
| NWA West Virginia NWA West Virginia/Ohio NWA Tri-State           | Richard Arpin                                                              | 1998–2007               | Virginia Occidentale Ohio                                                                   | |
| NWA WildKat                                                      | Luke Hawx Orlando Jordan                                                   | 2011                    | Louisiana                                                                                   | |
| NWA Wild West                                                    |                                                                            | 2011–2012               | Arizona                                                                                     | |
| NWA Wisconsin                                                    | Jason Jerry                                                                | 2003–2012               | Wisconsin                                                                                   | NWA Midwest All-Star Championship Wrestling Brew City Wrestling Mid American Wrestling NWA Unleashed Xtreme Limits Wrestling Insane Championship Wrestling |
| NWA Wrestle Birmingham                                           | Linda Marx                                                                 | 2005                    | Alabama                                                                                     | NWA Georgia |
| Xplosion Nacional de Lucha Libre                                 |                                                                            | 2011–2012               | Cile                                                                                        | NWA Pro Wrestling |
| NWA Alabama Pro Wrestling NWA Xtreme                             | Kevin Brannen                                                              | 2002–2004               | Alabama                                                                                     | NWA Georgia |
| Xtreme Limit Wrestling                                           | Chad Vandermark                                                            |                         | Wisconsin                                                                                   | NWA Midwest NWA Wisconsin |
| Pro Wrestling Zero1                                              | Shinya Hashimoto & Yoshiyuki Nakamura Yoshiyuki Nakamura & Shinjiro Ohtani | 2001–2004 2007–2011     | Giappone                                                                                    | Zero1 Pro Wrestling Australia |

### Dal 1948 al 1993
Le federazioni qui elencate fecero parte della NWA tra il periodo della sua fondazione (1948) e l'anno della prima riorganizzazione (1993) ed anno in cui la World Championship Wrestling e la New Japan Pro-Wrestling ne fuoriuscirono. 

Le prime sei riportate in questa tabella furono anche tra i membri fondatori della federazione stessa.
| Sede                           | Federazione                                                                                                 | Promotore | Periodo di affiliazione       | Territori                                               |
| ------------------------------ | --- | --- | ----------------------------- | ------------------------------------------------------- |
| Detroit                        | Harry Light Wrestling Office Membro fondatore                                                               | Harry Light | 1948–1961                     | Michigan                                                |
| Saint Louis                    | St. Louis Wrestling Club Membro fondatore                                                                   | Sam Muchnick (fino al 1982) Bob Geigel | 1948–1985                     | Missouri                                                |
| Minneapolis                    | Minneapolis Boxing and Wrestling Club Membro fondatore                                                      | Tony Stecher (fino al 1954) Wally Karbo (tra il 1954–1960) Verne Gagne (tra il 1954–1960) | 1948–1960                     | Minnesota                                               |
| Kansas City                    | NWA Heart of America/Central States Membro fondatore                                                        | Orville Brown (fino al 1958) George Simpson (fino al 1958) Bob Geigel (1958–1986, 1987–1988) Jim Crockett Jr. (1986–1987) | 1948–1988                     | Missouri Kansas Iowa                                    |
| Columbus, Ohio                 | Midwest Wrestling Association Membro fondatore                                                              | Al Haft | 1948–Mid 1960s                | Ohio Kentucky                                           |
| Des Moines                     | NWA Iowa Membro fondatore                                                                                   | Paul "Pinkie" George | 1948–1959                     | Iowa                                                    |
|                                | | |                               |                                                         |
| Albuquerque                    | NWA New Mexico                                                                                              | Mike London | 1950–1982                     | Nuovo Messico Colorado El Paso, Texas                   |
| Amarillo                       | Southwestern States Enterprises                                                                             | Dory Detton (fino al 1955) Karl Sarpolis (1955–1966) Dory Funk (1955–1973) Dory Funk, Jr. (1967–1978) Terry Funk (1967–1978) Dick Murdoch (1978–1980) Bob Windham (1978–1980) | 1951–1980                     | West Texas                                              |
| Atlanta                        | ABC Booking Mid South Sports Georgia Championship Wrestling                                                 | Paul Jones (fino al 1974) Jim Barnett (1973–1983) Ole Anderson | 1949–1984                     | Georgia                                                 |
| Atlanta                        | World Championship Wrestling                                                                                | Jim Herd (1988–1992) Kip Allen Frey (1992) Bill Watts (1992–1993) Eric Bischoff (1993) | 1988–1993                     | Stati Uniti d'America                                   |
| Boston                         | American Wrestling Association                                                                              | Paul Bowser | 1949–1957                     | Boston, Massachusetts                                   |
| Buffalo, New York              | Upstate Athletic Club Buffalo Athletic Club Erie Athletic Club                                              | Ed Don George (fino ai tardi anni '50) Bobby Bruns Pedro Martinez | 1950–1970                     | New York Occidentale Erie, Pennsylvania Cleveland, Ohio |
| Calgary                        | Foothills Athletic Club Big Time Wrestling Stampede Wrestling                                               | Larry Tillman (fino al 1952) Stu Hart (1952–1982) | 1951–1982                     | Alberta                                                 |
| Charlotte, Carolina del Nord   | Jim Crockett Promotions Mid Atlantic Championship Wrestling                                                 | Jim Crockett Sr. (fino al 1973) Jim Crockett Jr.(1973–1988) | 1951–1988                     | Virginia Carolina del Nord Carolina del Sud             |
| Chicago                        | Fred Kohler Enterprises                                                                                     | Fred Kohler | 1949–1963                     | Illinois Michigan                                       |
| Dallas                         | World Class Championship Wrestling                                                                          | Jack Adkisson (Fritz Von Erich) | 1966–1986                     | Texas                                                   |
| Detroit                        | Big Time Wrestling                                                                                          | Ed Farhat (The Sheik) Francis Flesher | 1964–1980                     | Michigan                                                |
| Repubblica Dominicana          | Dominicana De Espectaculos                                                                                  | Arcadio Disla Brito | Fine anni '80                 | Repubblica Dominicana                                   |
| Dothan, Alabama                | NWA Gulf Coast                                                                                              | Buddy Fuller (fino al 1960) Lee Fields Bobby Fields Rocky McGuire | 195?–1978                     | Alabama Florida Louisiana Mississippi                   |
| Dyersburg, Tennessee Nashville | NWA Mid-America                                                                                             | Nick Gulas Roy Welch John Cazana Joe Gunter | 1949–1981                     | Tennessee Kentucky Alabama Settentrionale               |
| Eugene, Oregon                 | NWA Pacific Northwest                                                                                       | Don Owen | 1957–1992                     | Oregon Washington                                       |
| Great Falls, Montana           | NWA Montana                                                                                                 | Jerry Meeker | 1949–1950                     | Montana                                                 |
| Halifax. Nuova Scozia          | Eastern Sports Association                                                                                  | Al Zinck | 1969–1977                     | Province marittime del Canada                           |
| Houston                        | Southwest Sports                                                                                            | Morris Sigel Ed McLemore Paul Boesch Norman Clark | 1949–1966                     | Texas Orientale                                         |
| Indianapolis                   | NWA Indianapolis                                                                                            | Billy Thom (fino al 1959) Balk Estes | 1950–1960                     | Indiana                                                 |
| Hollywood                      | NWA Hollywood                                                                                               | Hugh Nichols | 1949–1956                     | Hollywood San Diego                                     |
| Honolulu                       | Mid-Pacific Promotions                                                                                      | Al Karasick (fino al 1961) Ed Francis James Blears | 1949–1979                     | Hawaii                                                  |
| Honolulu                       | NWA Polynesian Wrestling                                                                                    | Peter Maivia (fino al 1982) Leah Maivia | 1979–1988                     | Hawaii                                                  |
| Knoxville                      | NWA Southeast Championship Wrestling Continental Championship Wrestling                                     | Jim Barnett Ron Fuller | 1974–1987                     | Tennessee Alabama                                       |
| Los Angeles                    | John J. Doyle Enterprises California Wrestling Office Hollywood Wrestling                                   | Johnny Doyle (fino al 1954) Cal Eaton (1954–1966) Mike LeBell (1958–1983) | 1949–1958 1968–1983           | California del Sud                                      |
| Città del Messico              | Empresa Mexicana de Lucha Libre                                                                             | Salvador Lutteroth | 1953–1986                     | Messico                                                 |
| Montréal                       | Montreal Wrestling                                                                                          | Eddie Quinn | 1949–1957                     | Montréal, Canada                                        |
| New Jersey                     | NWA New Jersey NWA Championship Wrestling America                                                           | Dennis Coralluzzo | 1992–2000                     | New Jersey                                              |
| New York City                  | Eastern Sports Enterprises                                                                                  | Rudy Dusek | 1950–1957                     | New York area metropolitana                             |
| New York City                  | Manhattan Booking Agency Manhattan Wrestling Enterprises                                                    | Joseph "Toots" Mondt | 1950–1957                     | New York City                                           |
| Omaha                          | NWA Nebraska                                                                                                | Max Clayton | 1949–1957                     | Nebraska                                                |
| Orem, Utah                     | Salt Lake Wrestling Club                                                                                    | Dave Reynolds | 1950–1960s                    | Utah                                                    |
| Philadelphia                   | Eastern Championship Wrestling                                                                              | Tod Gordon | 1992–1994                     | Pennsylvania Maryland                                   |
| San Francisco                  | NWA San Francisco                                                                                           | Joe Malcewicz | 1949–1961                     | San Francisco Bay Area                                  |
| San Francisco                  | Big Time Wrestling                                                                                          | Roy Shire | 1968–1981                     | San Francisco Bay Area                                  |
| San Juan (Porto Rico)          | Capitol Sports Promotions World Wrestling Council                                                           | Carlos Colón Victor Jovica | 1979 - fine anni '80          | Porto Rico                                              |
| Seul                           | Korean Wrestling Association                                                                                | Kim Ill | Tra gli anni '70 ed il 1983   | Corea del Sud                                           |
| Sydney, Australia              | World Championship Wrestling                                                                                | Jim Barnett | 1969–1978                     | Australia                                               |
| Tampa                          | Championship Wrestling from Florida                                                                         | Clarence Luttrell (fino al 1971) Eddie Graham (fino al 1985) Hiro Matsuda (1985–1987) Duke Keomuka (1985–1987) | 1950–1987                     | Florida                                                 |
| Tokyo                          | All Japan Pro Wrestling                                                                                     | Giant Baba | 1973–1986                     | Giappone                                                |
| Tokyo                          | Japan Pro Wrestling Alliance                                                                                | Rikidōzan (fino al 1963) Toyonobori (fino al 1966) Yoshinosato | 1953–1973                     | Giappone                                                |
| Tokyo                          | New Japan Pro-Wrestling                                                                                     | Antonio Inoki (1972–1989) Seiji Sakaguchi (1989–1999) Tatsumi Fujinami (1999-giugno 2004) Masakazu Kusama (giugno 2004 - giugno 2005) Simon Kelly Inoki (giugno 2005 - aprile 2007) Naoki Sugabayashi (aprile 2007 - settembre 2013) Kaname Tezuka (settembre 2013 – febbraio 2016) Katsuhiko Harada (febbraio 2016 – ) | 20 luglio 1975–1985 1992–1993 | Giappone                                                |
| Toronto                        | Maple Leaf Wrestling                                                                                        | Frank Tunney (fino al 1983) Jack Tunney | 1949–1984                     | Ontario Meridionale. Canada                             |
| Tulsa                          | Tulsa Promotions Leroy McGuirk's Championship Wrestling Tri-States Wrestling Midwest Championship Wrestling | Sam Avey (fino al 1958) Leroy McGuirk(1951–1982) | 1949–1982                     | Oklahoma Arkansas Louisiana                             |
| Vancouver                      | NWA All Star Wrestling                                                                                      | Sandor Kovacs (fino al 1977) Al Tomko | Early 1960s–1985              | Columbia Britannica. Canada                             |
| Washington New York City       | Capitol Wrestling Corporation World Wide Wrestling Federation World Wrestling Federation                    | Vince McMahon, Sr. (fino al 1982) Joseph "Toots" Mondt (fino al 1965) Vince McMahon (dal 1982) | 1957–1961 1971–1983           | Stati Uniti d'America Nordorientali                     |
| Wellington                     | All-Star Pro Wrestling                                                                                      | Steve Rickard | 1962–primi anni '90           | Nuova Zelanda                                           |

## Federazioni emerse e di successo
Tra le federazioni fuoriuscite ce ne sono di notabili e che ebbero un loro seguito e conseguente successo, come ad esempio la World Class Championship Wrestling e la World Wilde Wrestling Federation (in seguito conosciuta come World Wrestling Federation e World Wrestling Entertainment), ma anche la Eastern Championship Wrestling/Extreme Championship Wrestling.